# جامعة الأحساء الأهلية
كُليات الأحساء الأهلية أو جامعة الأحساء الأهلية (بالإنجليزية: Al Ahsa University) هي جامعة أهلية قيد الإنشاء في مدينة المبرز في محافظة الأحساء في شرقي السعودية. انطلق تشييد الجامعة في فبراير 2016، وستُقام على مساحة 120 ألف متر مربع، وستضُم 6 كُليات مساحة كُل واحدة منها 12,800 متر مربع. الجامعة ستضُم فرعين لكُل من البنين والبنات، وستكون تحت إشراف جامعة الملك فهد للبترول والمعادن علميا وأكاديميا، ومن المُتوقع أن تستوعب ما مجموعُه 4,000 طالب وطالبة. تبلُغ تكلفة إنشاء الجامعة حوالي 250 مليون ريال سعودي، وبلغت مُساهمة المُؤسسين في المبلغ مجموع 128 مليون ريال. ستضُم الجامعة كُليات في تخصصات الهندسة والعلوم الإدارية الحديثة وإدارة الأعمال والحاسب الآلي ونُظم المعلومات والعلوم الطبية والصحية.